# Variable Surface Glycoprotein
Das Variable Surface Glycoprotein (Glykoprotein mit veränderlicher Oberfläche) wird von Trypanosomen gebildet, um durch Immunevasion die Immunantwort des Wirts zu unterlaufen. Es handelt sich um einen sehr effektiven Anpassungsmechanismus des Erregers an die komplexen Abläufe des Immunsystems von Wirbeltieren. Das Immunsystem des Wirts wird dadurch lahmgelegt, dass ihm ständig neue Antigenvarianten präsentiert werden.
Das Variable Surface Glycoprotein ist ein Oberflächenantigen, das die ganze Parasitenoberfläche bedeckt. Das Glykoprotein liegt als Homodimer vor, dessen identische Untereinheiten jeweils eine Molekülmasse von etwa 60.000 Dalton haben. Die C-terminalen Enden sind über einen Glycosylphosphatidylinositol(GPI)-Anker in der Zellmembran fixiert. Es liegt jeweils nur eine Variante des Variable Surface Glycoproteins vor, die mit ungefähr 108 identischen Kopien (entspricht 5 × 107 Homodimeren) die Parasitenmembran als dichten, 12–15 nm dicken „coat“ umgibt. Dieser Mantel erfüllt mehrere Funktionen:
- Er fokussiert die spezifische Immunantwort des Wirts auf genau eine Antigenvariante.
- Er maskiert andere antigene Membranbestandteile gegenüber den immunkompetenten Zellen des Wirts.
- Er wirkt als Diffusionsbarriere für Makromoleküle, die verhindert, dass das Komplementsystem des Wirts mit der Zellmembran des Erregers in Kontakt tritt.

Der Abwehrschirm bedeutet für den Parasiten jedoch auch eine Einschränkung: Die Exozytose und Endozytose des Erregers ist auf bestimmte Bereiche an der Basis des Flagellums, die sog. Geißeltasche, beschränkt.
Variable Surface Glycoprotein wird in der DNA des Erregers wahrscheinlich durch mehr als 1.000 verschiedene Gene codiert, die entsprechend viele Varianten erzeugen können. Während der Vermehrung des Erregers im Wirt werden kontinuierlich neue Variable Surface Glycoprotein-Varianten exprimiert. Dabei markiert jeder Parasitämie-Gipfel das Vorherrschen eines neuen serologischen Typs, gegen die das Immunsystem seine Antikörperproduktion richtet. Ist eine Erreger-Variante unter Kontrolle, entwickelt sich schon die nächste Generation, gegen die diese Antikörper wirkungslos sind.